# Konstantin Nikolajewitsch Glawatskich
Konstantin Nikolajewitsch Glawatskich (russisch Константин Николаевич Главатских; * 16. April 1985 in Kes, Udmurtische ASSR) ist ein russischer Skilangläufer.

## Werdegang
Glawatskich nimmt seit 2007 vorwiegend am Eastern Europe Cup teil. Dabei holte er bisher drei Siege und belegte in der Saison 2009/10 und 2014/15 den zweiten Rang in der Gesamtwertung. Im Februar 2009 holte er bei der Winter-Universiade in Yabuli über 10 km Freistil und im Sprint jeweils die Bronzemedaille und mit der Staffel die Goldmedaille. Sein erstes Weltcuprennen lief er im Januar 2010 in Rybinsk, welches er mit einem starken fünften Platz beendete und damit auch seine ersten Weltcuppunkte gewann. Bei den nordischen Skiweltmeisterschaften 2011 in Oslo belegte er den 29. Platz im 50-km-Massenstartrennen. In der Saison 2011/12 lief er bei sieben Teilnahmen bei Weltcupeinzelrennen fünfmal unter die besten zehn. Im Februar 2012 holte er in Nove Mesto mit dem zweiten Platz in der Staffel seinen ersten und bisher einzigen Podestplatz im Weltcup. Die Saison schloss er mit dem 39. Platz in der Gesamtwertung und dem 21. Rang in der Distanzwertung ab. Die Tour de Ski 2012/13 und Tour de Ski 2013/14 beendete er auf dem 36. und dem 23. Rang in der Gesamtwertung. Bei den Olympischen Winterspielen 2014 in Sotschi erreichte er den 38. Platz im 50-km-Massenstartrennen. Bei der Tour de Ski 2016 belegte er den 48. Platz. Im März 2017 wurde er Zweiter und im März 2019 Erster beim Demino Ski Marathon.

## Siege bei Continental-Cup-Rennen
| Nr. | Datum             | Ort         | Disziplin           | Serie              |
| --- | ----------------- | ----------- | ------------------- | ------------------ |
| 1.  | 27. Dezember 2011 | Krasnogorsk | 15 km klassisch     | Eastern Europe Cup |
| 2.  | 22. Dezember 2013 | Krasnogorsk | 50 km Freistil Mst. | Eastern Europe Cup |
| 3.  | 25. Dezember 2014 | Krasnogorsk | 15 km Freistil      | Eastern Europe Cup |

## Platzierungen im Weltcup

### Weltcup-Statistik
Die Tabelle zeigt die erreichten Platzierungen im Einzelnen.
- 1.–3. Platz: Anzahl der Podiumsplatzierungen
- Top 10: Anzahl der Platzierungen unter den ersten zehn
- Punkteränge: Anzahl der Platzierungen innerhalb der Punkteränge
- Starts: Anzahl gelaufener Rennen in der jeweiligen Disziplin
- Hinweis: Bei den Distanzrennen erfolgt die Einordnung gemäß FIS.

| Platzierung               | Distanzrennen a | Distanzrennen a | Distanzrennen a | Distanzrennen a | Distanzrennen a | Skiathlon Verfolgung | Sprint | Etappen- rennen b | Gesamt | Team c | Team c  |
| Platzierung               | ≤ 5 km          | ≤ 10 km         | ≤ 15 km         | ≤ 30 km         | > 30 km         | Skiathlon Verfolgung | Sprint | Etappen- rennen b | Gesamt | Sprint | Staffel |
| ------------------------- | --------------- | --------------- | --------------- | --------------- | --------------- | -------------------- | ------ | ----------------- | ------ | ------ | ------- |
| 1. Platz                  |                 |                 |                 |                 |                 |                      |        |                   |        |        |         |
| 2. Platz                  |                 |                 |                 |                 |                 |                      |        |                   |        |        | 1       |
| 3. Platz                  |                 |                 |                 |                 |                 |                      |        |                   |        |        |         |
| Top 10                    |                 |                 | 2               | 1               | 3               | 3                    |        |                   | 9      |        | 3       |
| Punkteränge               |                 |                 | 5               | 1               | 5               | 5                    |        | 1                 | 17     |        | 4       |
| Starts                    |                 |                 | 6               | 1               | 5               | 5                    | 1      | 3                 | 21     |        | 4       |
| Stand: Saisonende 2014/15 |                 |                 |                 |                 |                 |                      |        |                   |        |        |         |

### Weltcup-Gesamtplatzierungen
| Saison  | Gesamt | Gesamt | Distanz | Distanz |
| Saison  | Punkte | Platz  | Punkte  | Platz   |
| ------- | ------ | ------ | ------- | ------- |
| 2009/10 | 85     | 71.    | 85      | 42.     |
| 2010/11 | 37     | 98.    | 37      | 55.     |
| 2011/12 | 230    | 39.    | 230     | 21.     |
| 2012/13 | 45     | 86.    | 45      | 55.     |
| 2013/14 | 77     | 71.    | 45      | 57.     |
| 2014/15 | 125    | 51.    | 125     | 35.     |
| 2015/16 | -      | -      | -       | -       |
| 2016/17 | 88     | 68.    | 88      | 37.     |